# إيساما مبيكو
دجو إيساما مبيكو (بالفرنسية: Issama Mpeko)‏ (مواليد 3 مارس 1986) هو لاعب كرة قدم كونغولي ديمقراطي يلعب حاليًا لصالخ نادي فيتا كلوب.

## روابط خارجية
- إيساما مبيكو على موقع الاتحاد الدولي (مؤرشف)  (الإنجليزية)
- إيساما مبيكو على موقع قاعدة بيانات كرة القدم.إي يو (الإنجليزية)
- إيساما مبيكو على موقع ناشيونال فوتبول تيمز (الإنجليزية)
- إيساما مبيكو على موقع كووورة